# Кинчево
Ки́нчево (болг. Кънчево) — село в Старозагорській області Болгарії. Входить до складу общини Казанлик.

## Населення
За даними перепису населення 2011 року у селі проживали 1117 осіб.
Національний склад населення села:
| Національність   | Кількість осіб | Відсоток |
| ---------------- | -------------- | -------- |
| болгари          | 492            | 44,8%    |
| турки            | 438            | 39,9%    |
| цигани           | 143            | 13,0%    |
| інша             | 3              | 0,3%     |
| не визначились   | 23             | 2,1%     |
| Всього відповіли | 1099           |          |

Розподіл населення за віком у 2011 році:
Динаміка населення: